# Alain Calmat
Alain Calmat (Parigi, 31 agosto 1940) è un ex pattinatore artistico su ghiaccio, medico e politico francese.

## Palmarès
| Internazionali                                                   | Internazionali | Internazionali | Internazionali | Internazionali | Internazionali | Internazionali | Internazionali | Internazionali | Internazionali | Internazionali | Internazionali | Internazionali |
| Evento                                                           | 1954           | 1955           | 1956           | 1957           | 1958           | 1959           | 1960           | 1961           | 1962           | 1963           | 1964           | 1965           |
| ---------------------------------------------------------------- | -------------- | -------------- | -------------- | -------------- | -------------- | -------------- | -------------- | -------------- | -------------- | -------------- | -------------- | -------------- |
| Giochi olimpici invernali                                        |                |                | 9°             |                |                |                | 6°             |                |                |                | 2°             |                |
| Campionati mondiali                                              | 11°            | 9°             | 7°             | 9°             | 5°             | 7°             | 3°             | *              | 3°             | 2°             | 2°             | 1°             |
| Campionati europei                                               | 5°             | 5°             | 4°             | 4°             | 3°             | 4°             | 4°             | 2°             | 1°             | 1°             | 1°             | 2°             |
| Universiadi                                                      |                |                |                |                |                |                | 1°             |                |                |                |                |                |
| Nazionali                                                        |                |                |                |                |                |                |                |                |                |                |                |                |
| Campionati francesi                                              | 2°             | 2°             | 2°             | 2°             | 1°             | 2°             | 2°             | 2°             | 1°             | 1°             | 1°             | 1°             |
| * Edizione annullata a causa dell'incidente del Volo Sabena 548. |                |                |                |                |                |                |                |                |                |                |                |                |

## Npte
1. ↑   Risultati Giochi olimpici, su sports-reference.com. URL consultato il 22 aprile 2023 (archiviato dall'url originale il 17 aprile 2020).
2. ↑   Olympic Games Figure Skating Men 1952 e 1956, su eskatefans.com. URL consultato il 25 aprile 2023 (archiviato dall'url originale l'11 ottobre 2008).
3. ↑   Olympic Games Figure Skating Men 1960-1968, su eskatefans.com. URL consultato il 25 aprile 2023 (archiviato dall'url originale l'11 ottobre 2008).
4. ↑   World Figure Skating Championship Men 1950-1959, su eskatefans.com. URL consultato il 25 aprile 2023 (archiviato dall'url originale l'11 ottobre 2008).
5. ↑   World Figure Skating Championship Men 1960-1969, su eskatefans.com. URL consultato il 25 aprile 2023 (archiviato dall'url originale il 4 dicembre 2008).
6. ↑   European Figure Skating Championship Men 1950-1959, su eskatefans.com. URL consultato il 25 aprile 2023 (archiviato dall'url originale il 20 aprile 2008).
7. ↑   European Figure Skating Championship Men 1960-1969, su eskatefans.com. URL consultato il 25 aprile 2023 (archiviato dall'url originale il 20 aprile 2008).
8. ↑  (EN) Spotlight: Take a look at the Chamonix 1960 Winter Universiade, su fisu.net. URL consultato il 25 aprile 2023.
9. ↑   Risultati Campionati francesi, su francais-volants.org. URL consultato il 22 aprile 2023 (archiviato dall'url originale il 20 giugno 2008).